# Rectoria de Riudellots
La Rectoria de Riudellots és una obra de Riudellots de la Selva (Selva) inclosa a l'Inventari del Patrimoni Arquitectònic de Catalunya. La rectoria de Riudellots es troba al carrer major, molt a prop de la plaça de l'església. Segueix la tipologia de les cases entre mitgeres del nucli antic, de les quals moltes conserven la llinda de pedra amb diferents inscripcions.

## Descripció
Es tracta d'una casa de dues plantes, vessant a façana i cornisa catalana. L'edifici actual és el resultat de l'annexió de tres construccions contigües. La banda esquerra de la façana és entre mitgeres, en canvi la dreta fa cantonada, al final del carrer. Hi ha dos nivells de coberta, possiblement perquè es tractava de dues cases diferents. La rectoria ha estat reformada al llarg dels anys però es conserven molts elements originals. A la façana totes les obertures són rectangulars i envoltades en pedra monolítica, la majoria porten inscripcions a la llinda. La porta principal, amb el número 12, té la data de 1670 i per damunt hi ha la finestra central motllurada, amb balcó de barana de ferro forjat. D'aquesta obertura cal destacar els dos relleus de caps humans que la flanquegen a banda i banda, són les restes del guardapols renaixentista que semblava decorar la finestra antigament. Sota el balcó hi ha un altre relleu, la reproducció d'un escut amb una creu. A l'esquerra de la porta principal, hi ha dues finestres que formen part d'un cos de nivell més baix. La de la planta baixa té la inscripció "JOSEPH 1799" i un dibuix, i està protegida per una reixa de barrots de ferro. A la banda dreta de la porta principal, trobem tres finestres a la segona planta i dos accessos a la primera, un dels quals està tapiat deixant una petita obertura, però se'n conserven els brancals i la llinda de pedra, amb la inscripció "PERE MASGRAU DOMER", que data de 1741. Al costat dret hi ha una petita obertura rectangular de forma horitzontal. L'altre accés, situat a l'extrem de l'edifici, és una porta de garatge. La façana està arrebossada i a l'angle s'aprecien els carreus escairats.
Pel que fa a la part posterior de l'edifici, hi ha una façana que dona en un pati-jardí. Té diverses obertures i cal destacar la porta principal que mena al pati que és adovellada amb arc de mig punt. La resta tenen llindes i brancals de pedra i algunes amb l'ampit motllurat. També presenten dates inscrites que mostren diferents moments de construcció: 1736, 1741, i 1772.
L'interior de la rectoria manté l'estructura original tot i haver estat restaurada. Consta d'una sala central que fa de repartidor i es distribueixen quatre habitacions als extrems. A una d'elles s'hi accedeix a través d'una porta amb arc conopial, envoltada de pedra i amb la inscripció de 1672, s'hi ubicava l'antiga cuina. A l'altre costat hi ha dues sales més, les portes d'accés de les quals comparteixen un brancal, es tracta doncs, d'una obertura geminada, també envoltada en pedra amb la inscripció "SANTRICH DOMA...1705" a la llinda. Al pis superior es repeteix la mateixa estructura, amb una sala central que actualment fa de menjador-sala d'estar, des d'on es va a les altres dependències, amb portes també envoltades en pedra. Igual que a la planta inferior, al mateix lloc hi ha una doble porta compartint brancal i amb la data a la llinda de 1731, i a l'altre costat dues d'independents, en una d'elles s'hi llegeix "SANTRICH 1729".